# شمن کینگ
شمن کینگ (ژاپنی: シャーマンキング هپبورن: Shāman Kingu) یک مجموعه مانگا ژاپنی به نویسندگی و تصویرگری هیرویوکی تاکی است. تاکی موضوع شمنیسم را به عنوان موضوع اصلی مانگا برگزید زیرا او موضوعی را می‌خواست که قبلاً هرگز در مانگاها امتحان نشده بود. شمن کینگ در ابتدا به صورت سریالی‌شده در مجله هفته‌نامه شونن جامپ توسط انتشارات شوئیشا بین ژوئن ۱۹۹۸ تا اوت ۲۰۰۴ منتشر شد. تمام چپترها در ۳۲ جلد تانکوبون جمع‌آوری و منتشر شد. در سال ۲۰۱۷، کودانشا حقوق این مجموعه مانگا را به دست آورد و در ۳۵ جلد کتاب الکترونیک در سال ۲۰۱۸ منتشر کرد و از سال ۲۰۲۰ نیز به صورت چاپی منتشر شده‌است.